# Grã-Bretanha nos Jogos Olímpicos de Verão de 1920
O Reino Unido da Grã-Bretanha e Irlanda competiu nos Jogos Olímpicos de Verão de 1920 em Antuérpia, Bélgica.